# Темерницкое городище
Темерницкое городище, также Усть-Темерницкое городище — остатки античного поселения, центрального городища Гексаполиса (Ἑξάπολις), которое располагалось когда-то на той же местности, что и территория нынешнего Ростова-на-Дону.
Представляло археологическую ценность, однако было разрушено в связи со строительством Владикавказской железной дороги. В наше время археологический объект застроен и практически утрачен. В 1908 году исследование городища проводил донской историк М. Б. Краснянский. Основано в то же время, что и Кизитиринское и Ростовское городища.

## История
Чертежи, которые были сделаны в 1768 году указывают на то, что городище разделялось на 4 части из-за рвов. В 1749 году Темерницкое городище стали разрушать из-за основания таможни, перенесённой на реку Темерник из Черкасска. Таможня стала располагаться на том месте, где было городище.

## Расположение
У археологов и историков существует несколько версий расположения Темерницкого городища. Одна из них гласит, что территория Темерницкого городища располагалось на левом берегу реки Темерник, в той местности, где она впадала в Дон. Темерник и Дон образовывали мыс, на котором находилась часть городища, но все это было разрыто в 1878 году в связи с проведением Владикавказской железной дороги и необходимостью засыпать старое русло руки Темерник, направив его течение на восток. Оставшаяся часть городища была застроена. Центр городища был там, где сейчас находится западная окраина улицы Московской, площадь имени Пятого донского корпуса и территория спуска к вокзалу была территорией Темерницкого городища.

## Описание
Сведения о площади Темерницкого городища разнятся: в одних источниках утверждают, что он составляла 66 600 квадратных метров, в других, что была около 5 десятин. Со стороны Дона и Темерник городище было защищено обрывами, с других сторон — глубокими рвами. Визуально городище представляло собой форму вытянутого с севера на юг прямоугольника.

## Артефакты
На месте Темерницкого городища постоянно находят артефакты: золотые, серебряные и бронзовые монеты, различную утварь. Исследователи датируют их I—IV веком нашей эры. Во время проведения буровых работ, были обнаружены монеты, созданные в эпоху правления босфорского царя Тиверия Юлия Евпатора и Тиверия Юлия Савромата II. На улице Донской обнаружена доска из мрамора с надписью на греческом языке. Археологами в 1905 году было установлено, что эта запись относится ко II веку нашей эры.
На территории городища найдены материалы гибридной энеолитической константиновской культуры, представленные в подавляющем большинстве керамикой и кремнёвыми изделиями.